# 平江区
平江区（へいこう-く）は中華人民共和国江蘇省蘇州市に位置していた市轄区。2010年10月26日、滄浪区・平江区・金閶区が合併し、姑蘇区が発足したため廃止された。
区域の蘇錦街道には、蘇州駅や蘇州北バスターミナルがある。新たに設置された姑蘇区の人民政府もここに置かれた。

## 行政区画
- 街道 : 観前街道、平江路街道、蘇錦街道、婁門街道、城北街道、桃花塢街道

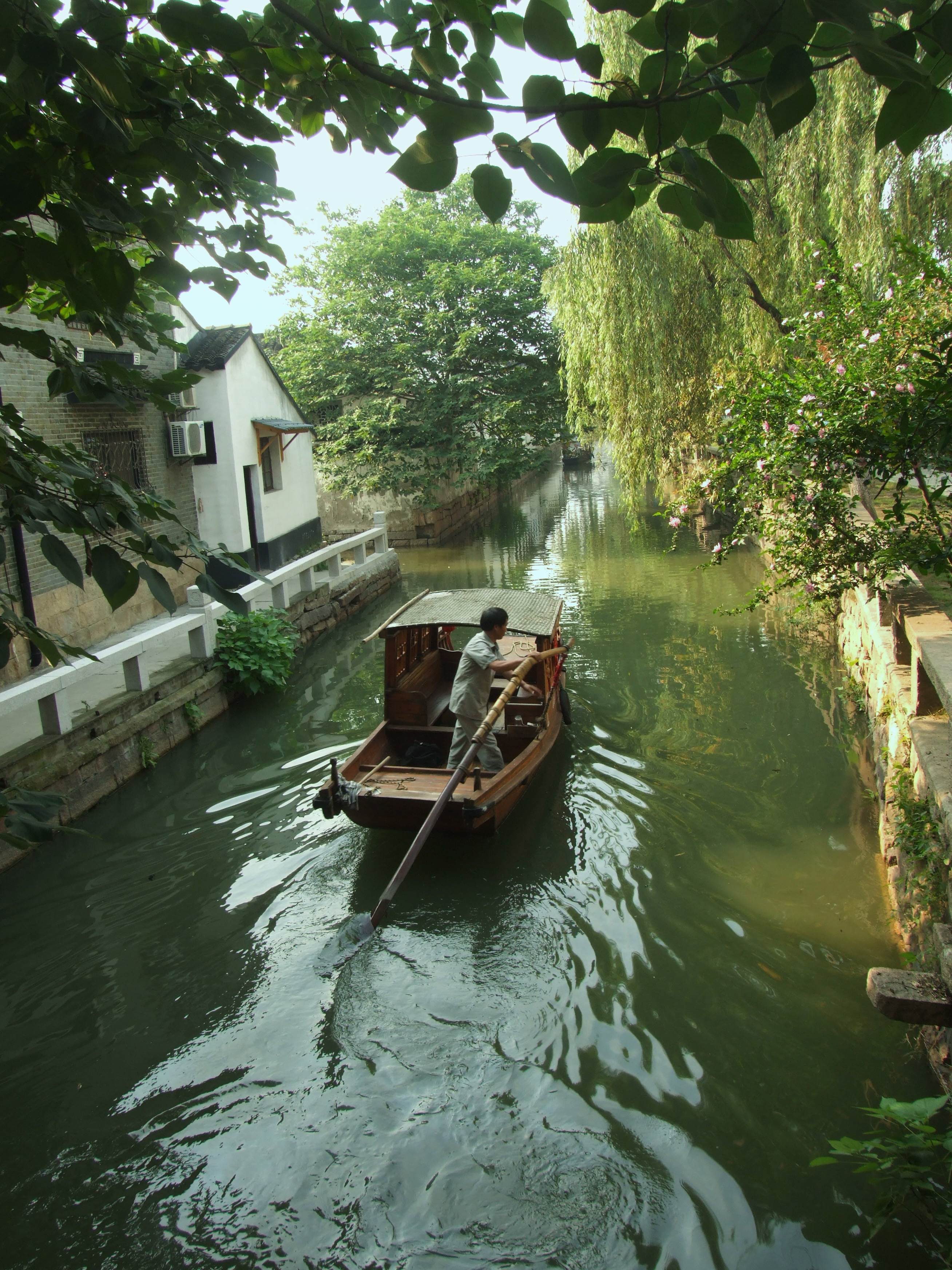
平江区の古い町並み
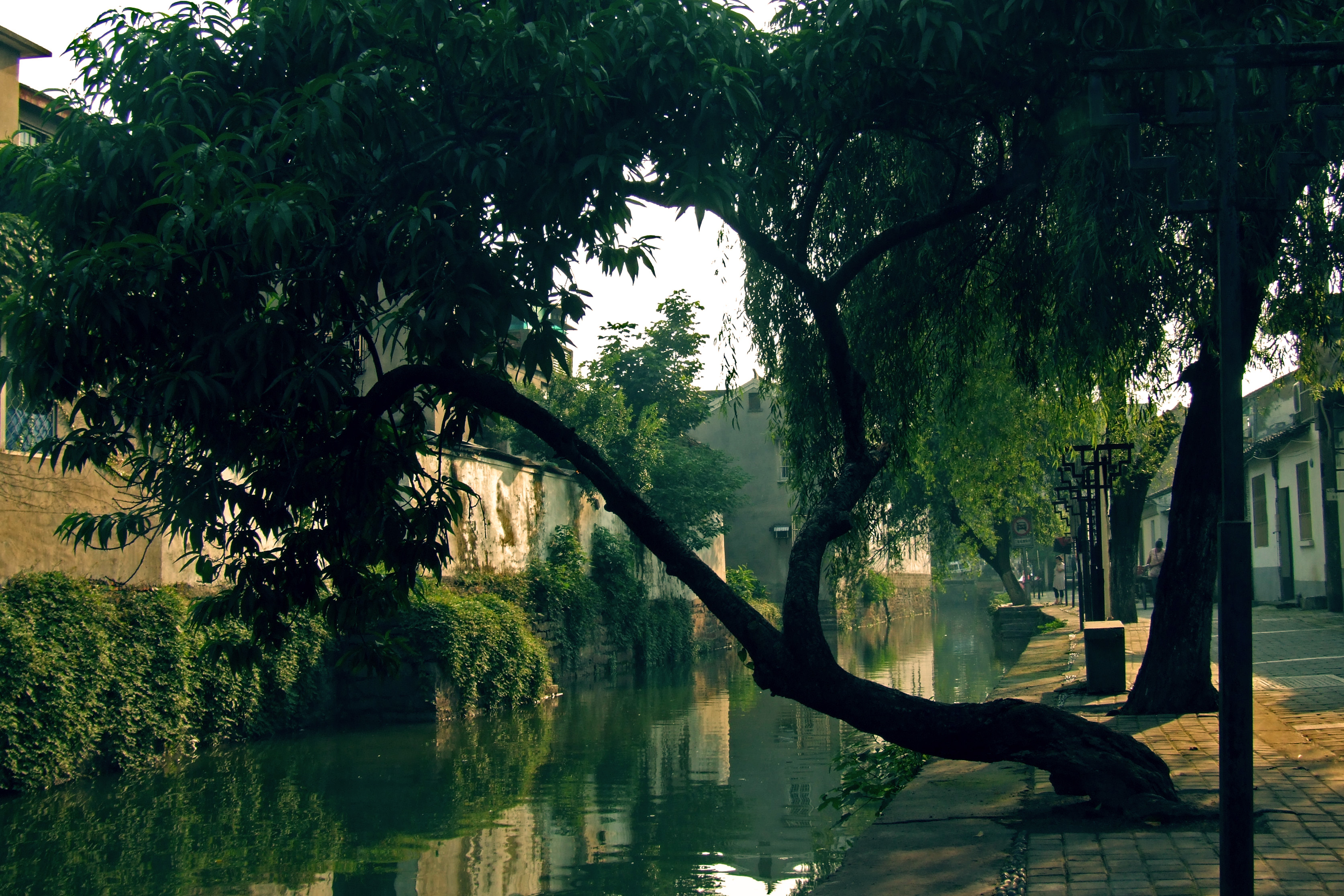
平江区の古い町並み